# Seleção Curaçauense de Futebol
A Seleção Curaçauense de Futebol representa Curaçau nas competições de futebol da Federação Internacional de Futebol (FIFA) e é controlada pela Federação de Futebol de Curaçau.
Manda seus jogos no Ergilio Hato Stadium, em Willemstad, cuja capacidade é de 10 mil lugares. O nome do estádio é uma homenagem ao goleiro Ergilio Hato, considerado herói do futebol local e até do nacionalismo curaçauense.

## História
Apesar de não ser um estado soberano, Curaçau apareceu na lista de membros da FIFA em março de 2011, como sucessora das Antilhas Neerlandesas, que havia sido dissolvida (portanto já não existia) cinco meses antes.
A Seleção de Curaçau foi reconhecida como a sucessora direta das Antilhas Neerlandesas (assim como a Sérvia é considerada a sucessora direta da Iugoslávia), assumindo seus registros históricos e pontuação no ranking da FIFA.
Em 2017 a Seleção de Curaçau conseguiu o maior feito de sua história conquistando a  Copa do Caribe
derrotando a atual Campeã Jamaica na final.Com a conquista se classificou para a Copa Ouro de 2017.
Em 2019 foi convidada a participar da Copa do Rei, torneio amistoso anual que ocorre na Tailândia, após China e El Salvador decidirem não participar. No dia 5 de junho jogou contra a Índia e derrotou-a por 3 a 1 com gols de Bonevacia, Elson Hooi e Leandro Bacuna, avançando então à final. No dia 8 de junho empatou com o Vietnã em 1 a 1 com gol marcado por Jurich Carolina, vencendo nos pênaltis por 5 a 4 e conquistando o título.

### Eliminatórias da Copa do Mundo
Como Curaçau (ou "Território de Curaçau", compreendendo todas as 6 ilhas das antigas Antilhas Neerlandesas)
- Copas de 1930 a 1954 - Não disputou

Como Antilhas Neerlandesas
- Copas de 1958 a 2010 - Não se classificou

Como Curaçau (independente)
- Copas de 2014 a 2018 - Não se classificou

## Copa Ouro da CONCACAF
- 2017 - Primeira-Fase
- 2019 - Quartas de Finais
- 2021 - Excluída [3]

## Títulos
| CONTINENTAIS | CONTINENTAIS   | CONTINENTAIS | CONTINENTAIS |
|              | Competição     | Títulos      | Temporada    |
| ------------ | -------------- | ------------ | ------------ |
|              | Copa do Caribe | 1            | 2017         |

| AMISTOSOS               | AMISTOSOS | AMISTOSOS  |
| Competição              | Títulos   | Temporadas |
| ----------------------- | --------- | ---------- |
| Copa do Rei (Tailândia) | 1         | 2019       |

## Elenco atual
Os seguintes jogadores foram convocados para o jogo da Liga das Nações CONCACAF contra a  Costa Rica em 14 de novembro de 2019
Atualizado até 05 de dezembro
| Nome              | Posição   | Clube             |
| ----------------- | --------- | ----------------- |
| Room              | Goleiro   | Columbus Crew     |
| Sumter            | Goleiro   | Scherpenheuvel    |
| Bodak             | Goleiro   | PSV Eindhoven     |
| Anastatia         | Defesa    | Jong Holland      |
| Shermar Martina   | Defesa    | MVV               |
| Shermaine Martina | Defesa    | MVV               |
| Lachman           | Defesa    | Hapoel Ra'anana   |
| Van Eijma         | Defesa    | Roda JC           |
| Carmelia          | Defesa    | Lienden           |
| Gaari             | Defesa    | RKC               |
| De Nooijer        | Médio     | Al-Shamal         |
| Juninho Bacuna    | Médio     | Huddersfield Town |
| Leandro Bacuna    | Médio     | Cardiff City      |
| Constancia        | Médio     | Inter Willemstad  |
| Bonevacia         | Médio     | Al-Faisaly        |
| Kuwas             | Médio     | Al-Nasr           |
| Vicario           | Médio     | FC Dordrecht      |
| Janga             | Avançado  | FC Lugano         |
| Benschop          | Avançado  | Apollon Limassol  |
| Nepomuceno        | Avançado  | Chesterfield      |
| Gorré             | Avançado  | Nacional          |
| Hooi              | Avançado  | ADO Den Haag      |
| Cijntje           | Avançado  | Heracles          |
| Remko Bicentini   | Treinador |                   |

## Técnicos

### Como Antilhas Holandesas
- Pedro Celestino da Cunha (1957-1965)
- Jan Zwartkruis (1978-1982) - em paralelo com a Seleção da Holanda
- Pim Verbeek (2004-2005)
- Etienne Silee (2005-2007)
- Leen Looyen (2007-2009)
- Remko Bicentini (2009-2011)

### Como Curaçau
- Manuel Bilches (2011-2012)
- Ludwig Alberto (2012-2015)
- Igemar Pieternella (2014, interino)
- Etienne Siliee (2014-2015)
- Patrick Kluivert (2015-2016)
- Remko Bicentini (2016-2020)
- Guus Hiddink (2020-)